# Colonia Santa Cruz, Puebla
Colonia Santa Cruz är en ort i Mexiko.   Den ligger i kommunen San Martín Texmelucan och delstaten Puebla, i den sydöstra delen av landet, 80 km öster om huvudstaden Mexico City. Colonia Santa Cruz ligger 2 261 meter över havet och antalet invånare är 142.
Terrängen runt Colonia Santa Cruz är platt söderut, men norrut är den kuperad. Runt Colonia Santa Cruz är det tätbefolkat, med 591 invånare per kvadratkilometer. Närmaste större samhälle är San Martin Texmelucan de Labastida, 2,4 km sydväst om Colonia Santa Cruz. Omgivningarna runt Colonia Santa Cruz är en mosaik av jordbruksmark och naturlig växtlighet.